# آرتور کالینز (بازیکن فوتبال، زاده ۱۸۸۲)
آرتور کالینز (انگلیسی: Arthur Collins; ۲۹ مهٔ ۱۸۸۲ – ۶ فوریهٔ ۱۹۵۳) بازیکن فوتبال اهل پادشاهی متحد بریتانیای کبیر و ایرلند بود.
از باشگاه‌هایی که در آن بازی کرده‌است می‌توان به باشگاه فوتبال فولام اشاره کرد.